# Інститут хімії високомолекулярних сполук НАН України
Інститут хімії високомолекулярних сполук НАН України (ІХВС) - провідна науково-дослідна установа нашої країни в галузі високомолекулярних сполук, що розташована у Дніпровському районі міста Києва.  Створений згідно з рішеннями Директивних органів країни та Постанови Президії академії наук УРСР від 28 серпня 1958 р. на базі лабораторії високомолекулярних сполук Інституту органічної хімії АН УРСР. Інститут хімії високомолекулярних сполук НАН України (до 1963 р. Інститут хімії полімерів і мономерів) став четвертим академічним інститутом хімічного профілю в Україні.  В інституті функціонує спеціалізована вчена рада із захисту кандидатських і докторських дисертацій за спеціальністю 02.00.06 – хімія високомолекулярних сполук. Станом на 01.01.2024 в інституті працюють 163 співробітники, у тому числі 94 наукові співробітники, 16 докторів та 49 кандидатів наук.

## Основні наукові напрями
Наукові дослідження інституту виконуються за перспективними напрямами, затвердженими Президією НАН України:
- Хімія, фізикохімія та технологія функціональних полімерів і композитів на їх основі [Архівовано 18 жовтня 2021 у Wayback Machine.];
- Теоретичні основи модифікації синтетичних полімерів і композитів на їх основі природними полімерами та продуктами малотоннажної хімії [Архівовано 18 жовтня 2021 у Wayback Machine.];
- Теоретичні основи формування полімерів медичного призначення [Архівовано 18 жовтня 2021 у Wayback Machine.];
- Наукові засади формування функціональних органо-неорганічних полімерів та композитів на основі природних сполук [Архівовано 18 жовтня 2021 у Wayback Machine.].

## Директори інституту
| Роки      | Директори Інституту                 | Роки                | Заступники директора з наукової роботи    |
| --------- | ----------------------------------- | ------------------- | ----------------------------------------- |
| 1959-1965 | член-кореспондент УРСР К.А. Корнєв  | 1959-1964           | академік АН УРСР Гутиря В.C.              |
| 1965-1985 | академік НАН України Ліпатов Ю.С.   | 1965-1978 1974-1980 | к.т.н. Шевляков А.С. д.х.н. Гриценко Т.М. |
| 1985-2014 | академік НАН України Лебедєв Є.В.   | 1978-2008           | член-кореспондент НАН України Керча Ю.Ю.  |
| 1985-2014 | академік НАН України Лебедєв Є.В.   | 1980-2002           | к.х.н. Грищенко В.К.                      |
| 1985-2014 | академік НАН України Лебедєв Є.В.   | 2002-2016           | д.х.н. Савельєв Ю.В.                      |
| 2014-2016 | в.о. директора д.х.н. Савельєв Ю.В. | 2008 - 2024         | д.ф.-м.н. Клепко В.В.                     |
| 2016 -    | д.х.н. Бровко О.О.                  | 2016 -              | к.х.н. Мишак В.Д.                         |
| 2016 -    | д.х.н. Бровко О.О.                  | 2024 -              | к.х.н. Толстов О.Л.                       |

## Досягнення і розробки

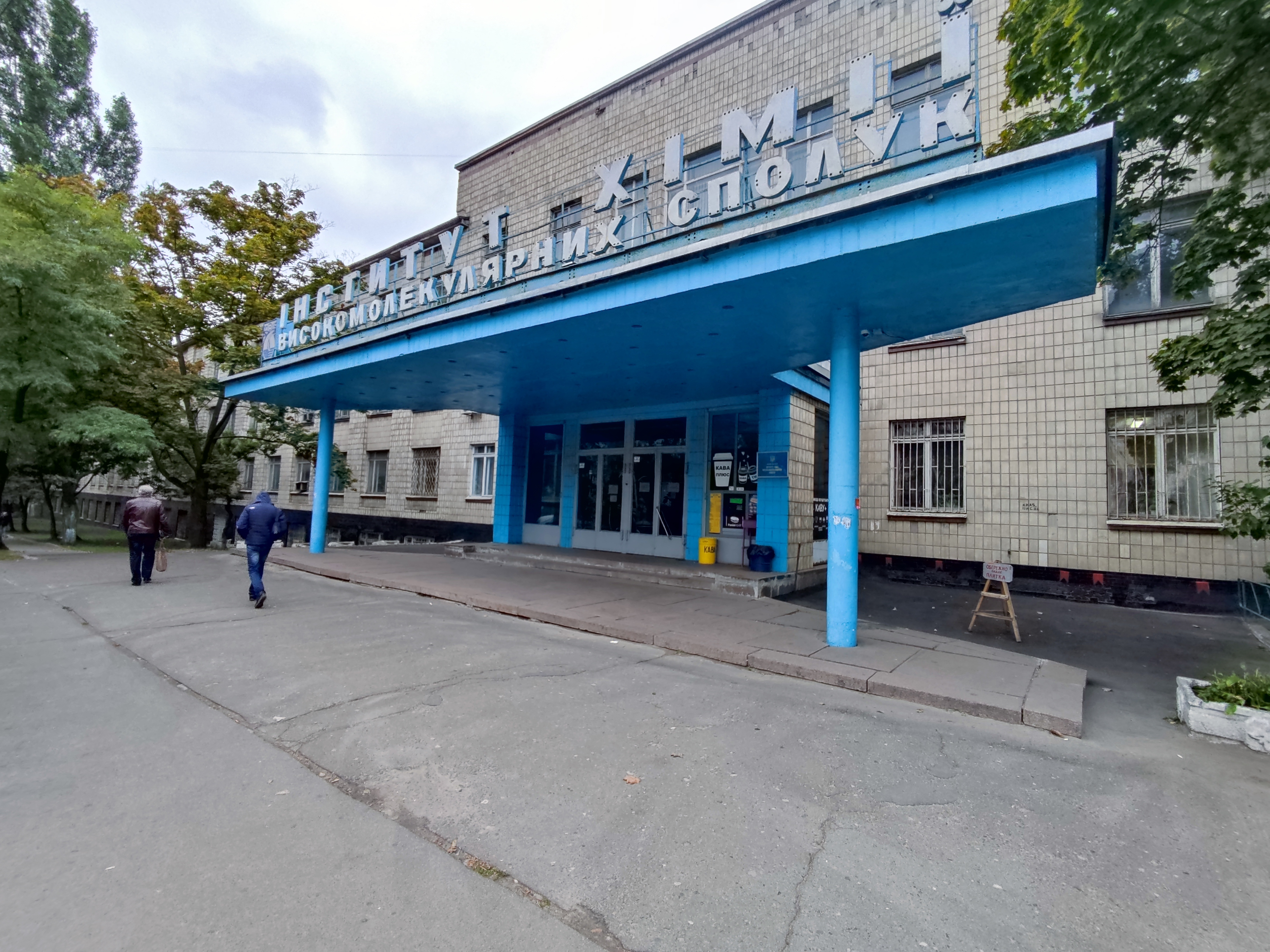

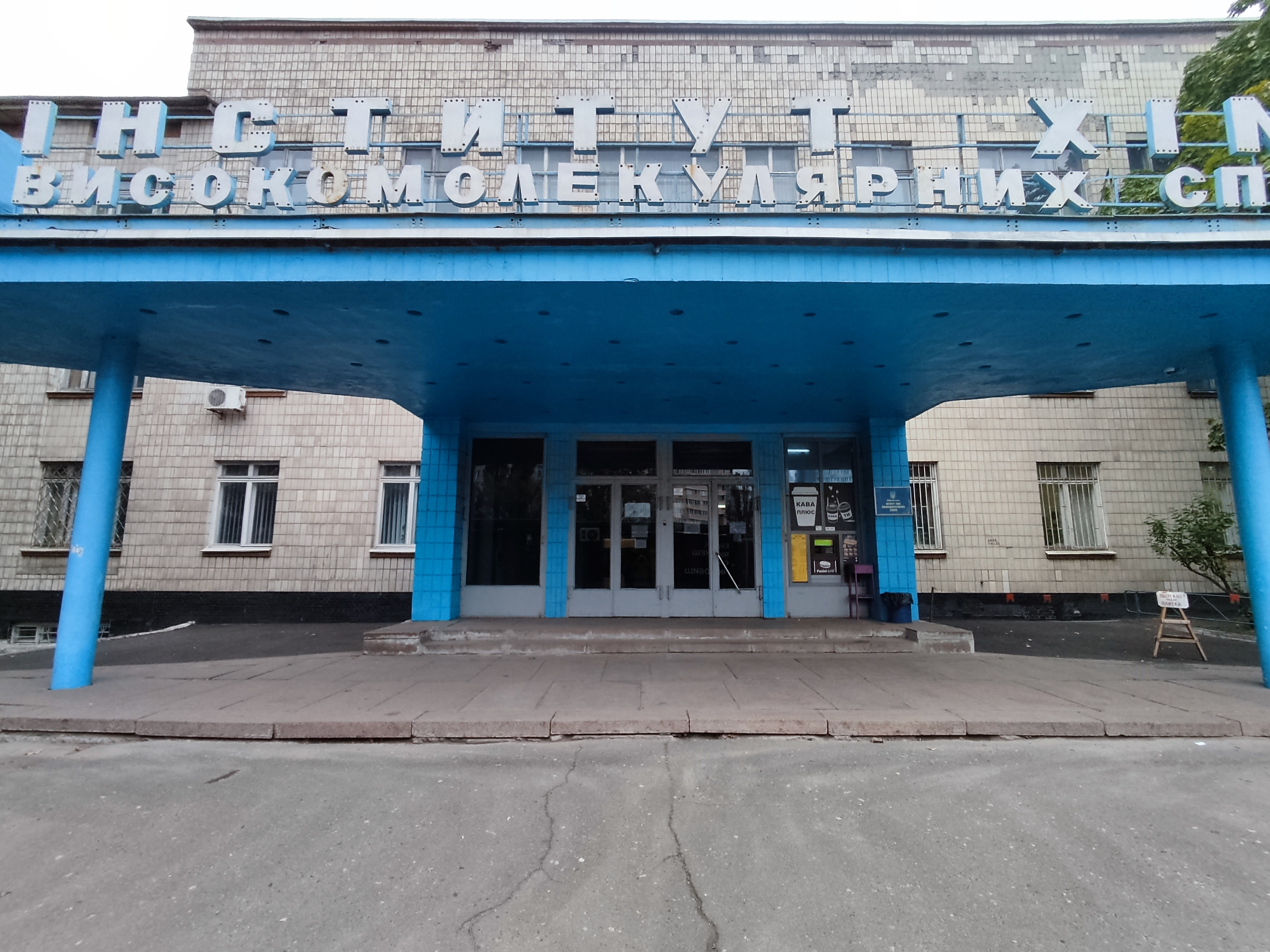

Практичні наукові розробки інституту тісно пов'язані з тематикою фундаментальних досліджень, з розробкою та впровадженням нових функціональних полімерів та їх композитів: клейових, гідроізоляційних, антифрикційних, адгезійних, корозійнозахисних, хімстійких, струмопро
відних, сенсорних, термо-, вогне- і радіаційностійких матеріалів, нанокомпозитів, полімерів медичного призначення тощо. Результати значної кількості наукових досліджень і наукових розробок практично спрямовані і захищені понад 1500 авторськими свідоцтвами СРСР і патентами України, частина яких впроваджена у виробництво. Серед них відомі клейові матеріали типу „Стик”, ”Спрут”, які були використані при будівництві космічного комплексу ”Буран-Енергія”, ремонті діючих нафто-та газопроводів; клейові матеріали для виготовлення сонячних батарей космічних апаратів; гідроізоляційні полімерні матеріали, які були використані для закріплення ґрунтів і гідроізоляції при будівництві Сєвєро-Муйського тунелю БАМу, на шахтах Донбасу, об'єктах „Укренерго” та „Укрзалізниці”, ремонту станцій та тунелів Київського та Харківського метрополітенів та ін. Розробки зі створення синтетичних шкір знайшли своє впровадження на відомих промислових підприємствах „Завод синтетичних шкір” м. Запоріжжя і м. Луцьк, розробки зі створення полімерних корозійнозахисних, хімстійких покриттів та їх технології впроваджені на деяких підприємствах лакофарбової промисловості та ін. Серед відомих технологічних процесів, клейових матеріалів, покриттів, полімерів медичного призначення, які були створені в інституті і впроваджені у виробництво на промислових підприємствах Радянського Союзу і України

### Технології
1. Прозорі полімери для виготовлення ударостійких виробів конструкційної оптики і оптичного приладобудування.
2. Фотополімерні матеріали для поліграфії і радіоелектроніки (преси, штампи, друкарські форми). 
3. Термостійкі зв’язуючі для виготовлення нагрівальних елементів з високою температурою експлуатації (до 400 °C) на вітчизняній сировині.
4. Високоефективні демпфуючі матеріали з широким діапазоном температур і частот демпфування, для боротьби з вібрацією конструкцій, механізмів і приладів.
5. Зносостійкий композиційний матеріал “Армілон” для виготовлення деталей конструкційного призначення, які працюють у режимах знакоперемінних навантажень, і комплектуючих електронної техніки нового покоління.
6. Полімерна фрикційна композиція “Поліфрим” для виготовлення термо-, водо- та маслостійких фрикційних матеріалів (у т.ч. гальмівних колодок автомобіля).
7. Реакційноздатні уретанвмісні композиції для отримання еластомерних матеріалів методом реакційно-інжекційного формування.
8. Поліуретанові композиційні матеріали з широким діапазоном твердості для використання як заливного матеріалу у приладобудуванні і поліграфії, для ушільнюючих елементів, а також для роботи у вузлах тертя.
9. Розробка порошкоподібних термопластичних поліуретанів водносуспензійним методом.
10. Спосіб переробки вторинних пінополіуретанів і отримання полі-
мерних матеріалів на їх основі.
11. Технології виробництва виробів з полімер-деревних матеріалів на основі відходів полімерів і відходів деревини.
12. Технологія утилізації відходів пакувальних матеріалів (паперово-картонної сировини та полімерних плівок) (перевірено на Підприємстві “РОВІТАР”, м. Київ). Реалізація Цієї розробки дає змогу не тільки очистити навколишнє середовище від відходів пакувальних матеріалів, а й зберегти додатково велику кількість полімерів для народного господар-
ства.
13. Вогнестійкі полімерні матеріали “ВОГНЕПЛАСТ” призначені для використання як захисні негорючі покриття, реставраційні комплектуючі та елементи будівництва, а також як швидкотверднучі вогнестійкі герметики.
14. Герметизуюча композиція на основі органічного зв'язуючого та неорганічного наповнювача може використовуватись у будівельній промисловості для герметизації стиків і нещільностей, як адгезійний прошарок між поверхнями конструкцій з металу, деревини і бетону.
15. Композиції для підвищення надійності двигунів внутрішнього згорання.
16. Полімерабразивні пасти.
17. Олігомервмісні технологічні мастила та змащувально-охолоджуючі рідини.
18. Композиція поліуретанова для ортопедичних елементів.
19. Композиційний матеріал на поліуретановій основі для виготовлення куксоприймачів протезів кінцівок.
20. Вироби погонажні з деревно-полімерних матеріалів.
21. Рукави напірні поліуретанові армовані.
22. Коректуючі фарбуючі та коректуючі з липким шаром стрічки
для електронних друкарських, набірно-друкарських та автоматичних
пристроїв.
23. 3в’язуюче ортаносилікатне - призначене для виробництва нетоксичних пресованих виробів з відходів деревини і рослинництва.
24. Зв’язуючі для конструкційних композиційних матеріалів, у т. ч. для аерокосмічної техніки.
25. Зв’язуюче для брикетування дрібної вугільної крихти і пилу, а також металургійної шихти та залізомарганцевого концентрату. 
26. Радіаційно- і термостійкі матеріали для новітніх систем безперервного контролю та прогнозування стану основного обладнання АЕС з метою продовження терміну їх експлуатації.
27. Вогнестійкі полімерні композиції для використання на об’єктах атомної енергетики та транспортного машинобудування.
28. Консерваційні рідини, призначені для захисту від корозії готових металевих деталей, труб, підшипників при їх тривалому зберіганні та транспортуванні.
29. Високоефективні захисні світлофільтри, що захищають від лазерного випромінювання з довжиною хвилі 1,06 мкм (послаблюють по-
тужність лазерного випромінювання на 4 порядки).
30. Модифіковані кремнеземи спеціального призначення.
31. Композиційний полімерний матеріал, призначений для виготовлення засобів індивідуального захисту від дії агресивних речовин.
32. Полімерні композити блочного та еластичного типів з високим рівнем сорбційних властивостей та стійкістю до біодеструкції.
33. Термостійкі зв'язуючі для скло- та вуглепластиків. 

### Клеї
Поліуретанові клеї серії Стик:
- Стик-КАН для отримання клеєзварних з'єднань при використанні точкового зварювання через шар клею;
- Стик-3-8 для склеювання та герметизації металів, гуми, поліуретанів, кераміки, пластиків, деревини, ДСП-плит, ПВХ-плівки, бетону, лінолеуму, шкіри та інших матеріалів;
- Стик-ЗР для склеювання гумових профілів ущільнювачів у суднобудуванні, вклеювання гумових профілів у пази люків під час судноремонтних робіт;
- Стик-К * термокріогеностійкий клей, що працює В діапазоні темпера-
тур від -263 до +2ООС
- Стик-УК для склеювання та реставрації діафрагментних чарунок при
електрохімічному добуванні нікелю;
- Стик-б, бМ використовується для замазки тріщин двигунів внутрішнього згорання, ліквідації наслідків гідрокавітаційного спрацювання во-
дяної оболонки двигунів;
- ЕПУ-ТЕКХО склеює різнорідні матеріали, працює в діапазоні температур від -253 до +250С;
- Стик- 1 0 використовується у будівництві при виконанні монтажних робіт
під час прокладання кабелів різного типу, кріпленні на поверхні бетону,
цегли і скла металоконструкцій електровстановчих деталей;
- СТИК-ФП для отримання герметичних з”єднань металів зі склом, деревом, картоном.
-Стик-ПА3 для отримання герметичних з’єднань дерев'яних палубних настилів суден, кабельних вводів, муфт та ін.
- Клей для склеювання та реставрації діафрагмових чарунок при електрохімічному Добуванні нікелю.
- Клей, що використовується для замазки тріщин двигунів внутрішнього
згорання, ліквідації наслідків гідрокавітаційного спрацювання водяної оболонки двигунів.
2. Клейові матеріали марки ”Спрут” для ремонту магістральних трубопроводів, у тому числі під водою, ремонту підводних частин суден, гідро-
ізоляції будівельних конструкцій та ін.
3. Термостійкі клеї і термостійкі покриття для довготривалої експлуатації склеєних виробів за температури до 250 0С (машинобудування).
4. Безрозчинні клейові компаунди та герметики:
- клей компаунд оптично-прозорий для захисту оптичних елементів від
впливу навколишнього середовища (сонячні батареї космічних апаратів);
- струмопровідний клей КЛТ-ЕУ для отримання струмопровідних
з”єднань при клейовому монтажі мікросхем та інтегральних схем у радіотехніці та електроніці;
- клейові компаунди для виготовлення сотопанелей сонячних батарей
космічних апаратів;
- ін’єкційно-просочувальні композиції (клеї) для відновлення та захисту
будівельних конструкцій, гідроізоляції підземних споруд, закріплення
ґрунтів основ фундаментів будинків;
- адгезійно-активна термостійка паста для ремонту та подовження терміну експлуатації металургійного та машинобудівного обладнання. Впровадження розробки на підприємствах металургійної галузі дає змогу в два рази подовжити термін експлуатації обладнання (перевірено в Луганському інституті ““Гіпромашвуглезбагачування,”);
- клеї постійної липкості в т.ч. радіаційностійкі для аерокосмічної галузі;
- анаеробні герметики та просочувальні системи ДЛЯ аерокосмічної
галузі; 
- фотополімерні клеї для склеювання скла з різними матеріалами (скло, метал, кераміка, дерево та ін.) * машинобудування. Отверднення УФ та видимим світлом;
- клей для інертних поверхонь “КЛІП” для скріплення тефлону, полісульфону, лавсану, поліпропілену, фторкаучуків - стійкий у діапазоні від -196
до +200С;
- компаунд-НК для кріплення накладок до гальмівних колодок, забезпечує склеювання карбідо-кремнієвих або корундових елементів і кріплен-
ня їх до підпори;
- клей-герметик “ЕЛУР-М” для прямого вклеювання скла В кузов автомобіля, а також для виготовлення зносостійких водостійких герметизуючих прокладок.
5. Клей електропровідний “Метаконт”.
6. Адгезив А-ПС - екологічно надбезпечна композиція для склеювання виробів із полістиролу, що працюють при значних навантаженнях (ро-
боче колесо глибинного насоса для артезіанських свердловин).
7. Клей постійної липкості.
8. Захисні самоклеючі матеріали.
9. Поліуретанові клейові композиції для використання у взуттєвій та інших галузях промисловості.
10. Поліуретанові композиційні матеріали для виготовлення клеїв,
покриттів та штучної шкіри за екологічно безпечною технологією їх
переробки.
11. Фотополімерні лаки, фарби, клеї.
12. Самолипка алюмінієва фольга для гідроізоляції.
13. Самолипкі декоративні та оздоблювальні матеріали.
14. Самолипкий шліфувальний матеріал для обробки твердих поверхонь.

### ПОКРИТТЯ
1. Водостійкі поліуретанові емалі для суднобудівних об'єктів. 
2. Антикорозійна морозостійка епоксиуретанова емаль.
3. Антистатична поліуретанова емаль.
4. Хімічно стійкі поліуретанові та епоксиуретанові лаки.
5. Антикорозійна перхлорвінілполіуретанова емаль УР-ХВ-72 для тваринницьких комплексів, сховищ мінеральних добрив та сільськогосподарської техніки.
6. Хімічно стійка модифікована поліуретанова емаль для захисту обладнання гальванічних цехів хімічних підприємств, бетонних та залізо-
бетонних конструкцій, ЩО працюють в агресивних середовищах.
7. Захисні терморегулюючі покриття для елементів літаючих апаратів та технологія їх нанесення на вуглепластикові та алюмінієві конструкції
КА, стійкі до дії факторів космічного простору.
8. Поліуретанові протирадіаційні покриття для транспорту та споруд.
9. Композиційний полімерний матеріал для виготовлення засобів індивідуального захисту від дії агресивних речовин, у т. ч. від дії рідкого хлору.
10. Антикорозійні поліуретанові покриття.
11. Герметик для поверхневої герметизації залізобетонних виробів.
12. Електроізоляційний лак УФ-отвердіння УРМ-2312 для покриття
друкарських плат.
13. Термо- та кріостійкий електроізоляційний лак. Термостійкі облицювальні композиції 3 антифрикційними властивостями.
14. Меблеві лаки радіаційного твердіння.
15. Поліуретановий лак-ґрунт з перетворювачем іржі.
16. Плівкотвірні для магнітних носіїв інформації.
17. Композиція для отримання еластомерних матеріалів і виробів на її
основі
18. Дисперсія поліуретанова аніонактивна “ПУЛАН” - плівкотвірне В фарбуючих, обробних, просочуючих та інших сумішах для обробки тка-
нин, шкіри, паперу та деревини.
19. Дисперсія поліуретанова водна “ДІСПАН” - диспертатор пігментів у лакофарбових матеріалах.
20. Дисперсія поліуретанова водна “ВЕПАКС” для обробки шкіропо-
дібних гум.
21. Лак апретурний “Ланур” для реставрації та обробки шкіряних виробів у побуті.
22. Друкарські фарби з високими показниками міцності до стирання.
23. Отверджувач Нітроцелюлозних лаків СКЛ-І для обробки меблевих
щитів.
24. Захисні хімычно, атмосферостійкі покриття споруд і обладнання, що експлуатуються в агресивних середовищах (гальванічні ванни, ко-
лектори, продуктоводи та ін.) і комунікації комунального господарства, нафто-газопроводів.
25. Радіаційностійкі покриття для захисту сховищ радіоактивних відходів атомних електростанцій.
26. Поліфункціональні аніоноактивні поліуретанові дисперсії.
27. Біологічно активні полімери - стійкі до біокорозії поліуретани та поліамідоуретани 3 фунтіцидними властивостями та поліуретани з бак-
терИЦИдними властивостями й регульованою тідрофільністю.
28. Поліфункціональний отверджувач для поліуретанових лаків.
29. Композиція полімерна Для покриття підлог.
30. Кремнійорганічні карбофункціональні поліоли та блок-кополіме-
ри для синтезу та модифікації полімерних покриттів, зв”язуючі радіацій-
ного твердіння для конструкційних пластиків.
31.Терморетулюючі захисні покриття сонячних батарей космі
чної техніки.
32. Високоефективні полімерні покриття (алкідні та меламіноалкідні емалі для автомобілебудування, машинобудування та лакофарбної про-
мисловості).
ПОЛІМЕРИ МЕДИЧНОГО ПРИЗНАЧЕННЯ
]. Плівка поліуретансемікарбазидна медичного призначення (зовнішня оболонка екзопротезів грудної залози).
2. Протектор “Поретан” для пластики аневризм кровоносних судин.
З. Клей медичний КЛ-З для склеювання м”яких тканин і внутрішніх
органів.
4. Клей медичний “Адгенол” для лікування виразок верхнього відділу
шлунково-кишкового тракту.
5. Клей медичний “Левкін” для лікування кісткових дефектів при пухлинних процесах.
6. Клей герметик “Біогерм” для склеювання деталей пристроїв, що
імплантуються в організмі, або контактують з середовищами організму.
7. Біосумісний поліуретановий матеріал, що має стійку антибактеріальну активність, для виготовлення катетерів, дренажів, інтубаційних
трубок.
8. Полімерні матеріали для медичної техніки :
- гнучкі інтраокулярні лінзи;
- покриття для стентів;
- клейові матеріали для оптики;
- матеріали для виготовлення протезів;
- біологічно активні пінополіуретани, ЩО характеризуються бактерицидністю, біосумісністю, специфічними адгезивними властивостями та фунгіцидністю; портативні прилади екологічного моніторингу і контролю вмісту фенолу у воді з кисневим електродом, модифікованим синтезованою за технологією молекулярного імпринтингу каталітичною полімерною мембраною (спільно з Інститутом молекулярної біології і генетики НАН України);
- тест-система для селективної адсорбції креатиніну молекулярно-імпринтованою полімерною мембраною (спільно з Інститутом молекулярної біології і генетики НАН України)
Сучасні гідроізоляційні полімерні матеріали та прогресивна технологія їх використання знайшли застосування для гідроізоляції підземних переходів, станцій “Лівобережна”, „Театральна”, ”Чернігівська””,”Академмістечко” та інших дільниць Київського метрополітену, виконанні складних робіт на зводі станції метро “Університет” Харківського метрополітену, при реконструкції відновлення міцності залізобетонних конструкцій споруди Державної податкової адміністрації України, Бесарабського торгового центру, М. Київ, диспетчерського підземного пункту Західної енергосистеми (поблизу М. Львів), інших об’єктів компаній УкрЕНЕРГО, „Укрзалізниці”
та ін.
На відомих підприємствах машинобудівного комплексу України таких як КП „Київтрактородеталь”, ДП АНТК імені Антонова, Новокраматорсь-
кий машинобудівний завод, „Автозаз-МОТОР”, м. Мелітополь, ВАТ „Сумське машинобудівне науково-виробниче об'єднання імені Фрунзе”,
ТОВ “ВІСМУТ”, м. Донецьк та ін. впроваджені різні типи змащувально-охолоджуючих рідин для механічної та деформаційної обробки металів,
концентрати полімерної композиції для механо-хімічної обробки деталей двигунів „Унізор-М”, які забезпечують підвищення продуктивності металообробки, стійкість ріжучого інструменту та санітарно-гігієнічні умови праці робітників.
Серед інших наукових розробок, впроваджених останнім часом, - „полімерна клейова композиція”, яка впроваджена в Інженерному центрі „ПЕРСПЕКТИВА” НТУ У „КПІ”, м. Київ для склеювання конструкцій космічного призначення; „рідкий фотополімерний клей” для приклеювання силікатного і органічного скла до металів, силікатів, дерева та ін. матеріалів, який впроваджений на Державному підприємстві “Спецтехскло” (М. Костянтинівка) і Київському заводі скловиробів; ”модифікована уретанмеламіноалкідна емаль МЛ ВС”, яка пройшла промислові випробування у ВАТ «Інжінірінг», корпорації” Гідроінжбуд”, М. Київ та АТ УХЛ-МАШ, М. Київ; „фотополімеризуюча композиція для виготовлення
трафаретних друкарських форм” пройшла промислові випробування в фірмі «Київфлекс», М. Київ; „термостійкий клей”, „просочувальний матеріал” та „заливочні компаунди” для виробництва та ремонту авіаційних двигунів передані для промислових випробувань на ВАТ “Мотор Січ”,
тощо. Розробки полімерів медичного призначення „біологічно-активні полімерні композиційні імплантати на основі біодеградуючих поліуретанів” пройшли клінічні випробування в Інституті онкології АМН України, М. Київ; „гель гідрофільний поліакриламідний” для відновлення дефектів м'яких тканин.

## Склад дирекції
Директор— д.х.н Бровко Олександр Олександрович
Заступник директора з наукової роботи — Клепко Валерій Володимирович
Заступник директора з наукової роботи — Мишак Володимир Дмитрович
Учений секретар — к.х.н. Будзінська Віра Леонідівна

## Відділи інституту
| Відділи                                                   | Назва                                          | Історія | Завідувач відділу                                                                           |
| --------------------------------------------------------- | ---------------------------------------------- | --- | ------------------------------------------------------------------------------------------- |
| Відділ №1 [Архівовано 3 жовтня 2021 у Wayback Machine.]   | Відділ хімії гетероланцюгових полімерів і ВПС  | Відділ хімії гетероланцюгових полімерів і взаємопрникних полімерних сіток був створений у липні 2007 р. на базі відділів хімії гетероланцюгових полімерів і взаємопрникних полімерних сіток. 23 співробітники, з яких 4 доктори наук (3 професори) і 9 кандидатів наук. Відділ хімії гетероланцюгових полімерів створений у 1972 р. (початкова назва – відділ хімії лінійних полімерів, протягом 1972-1999 очолював доктор хімічних наук, професор, заслуженний діяч науки і техніки України Греков Анатолій Петрович; 1999-2006 відділ, який дістав назву хімії гетероланцюгових полімерів очолював доктор хімічних наук Савельєв Ю.В.). Відділ взаємопрникних полімерних сіток створений у 1980 р., завідувач відділу доктор хімічних наук, професор Сергеєва Л.М. Відділ хімії гетероланцюгових полімерів і взаємопроникних полімерних сіток був створений у липні 2007 р. на базі відділів хімії гетероланцюгових полімерів і взаємопроникних полімерних сіток | доктор хімічних наук, професор, Савельєв Юрій Васильович.                                   |
| Відділ №2 [Архівовано 30 вересня 2021 у Wayback Machine.] | Відділ фізико-хімії полімерів                  | Відділ фізикохімії полімерів створено у 1959 році. З 1965 року відділом керував академік НАН України Ю.С. Ліпатов, учень відомого вченого в галузі фізикохімії полімерів академіка В.А. Каргіна. Ю.С. Ліпатовим були закладені наукові напрями робіт відділу, розвиток яких дозволив в подальшому визначити принципово нові підходи до фундаментальних досліджень багатокомпонентних полімерних систем. З 2005 року завідувачем відділу була д.х.н. Тодосійчук Т.Т. З 2012 року відділ очолює д.х.н. Бровко О.О. За час існування у відділі підготовлені 11 докторів наук та 49 кандидатів. На даний час у відділі працює 20 співробітників, у тому числі 3 доктори наук і 10 кандидатів наук. | доктор хімічних наук Бровко Олександр Олександрович.                                        |
| Відділ №3 [Архівовано 2 жовтня 2021 у Wayback Machine.]   | Відділ модифікації полімерів                   | Відділ створено в 1975 році на основі лабораторії фізико-хімічних властивостей поліуретанів. До 2008 р. відділом керував член-кореспондент НАН України, професор Ю.Ю. Керча. У 1971 році з відділу фізико-хімії полімерів (завідувач – академік НАН України Ю.С. Ліпатов) було виокремлено лабораторію фізико-хімічних властивостей поліуретанів, яку очолив кандидат (тоді) хімічних наук Ю.Ю. Керча. В 1975 році на основі цієї лабораторії створено відділ фізико-хімії термопластичних полімерів (до 2008 р. відділом керував член-кореспондент НАН України, професор Ю.Ю. Керча), пізніше перейменований у відділ модифікації полімерів, який нині очолює доктор хімічних наук, професор С.В. Рябов. За час існування у відділі підготовлено 3 доктори та 19 кандидатів наук. | доктор хімічних наук, професор Рябов Сергій Володимирович.                                  |
| Відділ №4                                                 | Відділ медичних полімерів                      | Відділ створений 1965 року під керівництвом доктора хімічних наук, професора Т.Е. Ліпатової як відділ кінетики та механізмів реакцій полімеризації, де були започатковані розробки полімерів медичного призначення. З 1985 року відділ було перейменовано у відділ біосумісних полімерів та його очолював доктор біологічних наук, професор Г.О. Пхакадзе. У 1995 році відділ очолила доктор біологічних наук, професор Н.А. Галатенко, а в 1998 році відділ перейменовано у відділ полімерів медичного призначення. На даний час у відділі працює 17 співробітників, серед яких 2 доктори та 3 кандидати наук. | доктор хімічних наук, Рожнова Ріта Анатоліївна                                              |
| Відділ №5                                                 | Відділ полімерних композитів                   | Відділ полімерних композитів організований в 1982 році. У відділі працюють 25 співробітників, з них 2 доктора наук, 12 кандидатів наук. Основні напрями досліджень: Захисні полімерні матеріали з протикорозійними, антимікробними, фунгіцидними та антиобростаючими властивостями. Адгезиви та технології клейового з’єднання матеріалів різного типу. Полімери та полімерні композити з покращеною термічною і хімічною стійкістю. Композиційні полімерні матеріали з високим рівнем провідності. Полімерні сорбенти і гідрогелі. Ресурсозбереження; полімерні композиційні матеріали на основі відновлювальної сировини. Фотоактивні матеріали і покриття. Коло наукових інтересів відділу поєднує теоретичні та прикладні аспекти створення конструкційних матеріалів, покриттів, клеїв та герметиків з покращеними технологічними та експлуатаційними властивостями для різних галузей застосування. | кандидат хімічних наук Толстов Олександр Леонідович.                                        |
| Відділ №6                                                 | Відділ хімії олігомерів і сітчастих полімерів  | Відділ хімії сітчастих полімерів створено у 1965 році. До 1998 року відділ очолювала доктор хімічних наук, професор Омельченко Світлана Іванівна. В 1998 році, після об’єднання з лабораторією синтезу поліуретанів, відділ очолив доктор хімічних наук Шевченко Валерій Васильович. В 2008 році відбулося об’єднання відділу хімії сітчастих полімерів з відділом хімії олігомерів і синтетичних каучуків, очолюваним кандидатом хімічних наук Грищенком Володимиром Костянтиновичем та Спіріним Ю.Л.. Область наукових інтересів: Синтез, поліфункціональних мономерів, олігомерів, полімерів і композиційних матеріалів на їх основі, дослідження їх структури і властивостей; радикальна олігомеризація дієнових і вінілових мономерів з використанням біфункційних ініціаторів у т.ч. фотополімеризація; Хімічні перетворення кінцевих груп олігомерів у групи іншої природи, з отриманням полімеризаційноздатних уретанвмісних олігомерів; розробка біфункційних азоініціаторів і їх використання для отримання макроазоініціаторів і олігомерних поліазоініціаторів | член-кореспондент НАН України, професор, доктор хімічних наук, Шевченко Валерій Васильович. |
| Відділ №7                                                 | Відділ фізики полімерів                        | Відділ фізики полімерів був створений у березні 2006 р. на базі відділів молекулярної фізики полімерів та теплофізики полімерів. У відділі працюють 19 співробітників, з яких 2 доктори наук та 11 кандидатів наук, відділ молекулярної фізики полімерів – заснований у 1985 р., керівник - доктор хімічних наук, професор Шилов В.В. (1941-2005) відділ теплофізики полімерів – заснований у 1978 році, керівник - доктор хімічних наук, професор Привалко В.П. (1940-2006). Перспективні напрямки: Нанофізика та нанохімія; Структура, динаміка та властивості молекул в умовах просторових обмежень наносистемами; Створення нових наноструктурованих систем різного рівня топологічної складності: наноструктурованих, нанонаповнених та нанопористих; Розробка новітніх протон-обмінних мембран для паливних елементів та іншого електрохімічного устаткування майбутнього (суперконденсаторів, сенсорів); Розробка наукових принципів регулювання структури та функціональних властивостей в металовмісних полімерних системах Термопластичні нанокомпозити, високотемпературні полімерні діелектрики, термопластичні полімери підсилені нанотрубками                                                  | доктор фіз.-мат. наук Клепко Валерій Володимирович                                          |
| Відділ №8                                                 | Відділ термостійких полімерів і нанокомпозитів | Відділ термостійких полімерів і нанокомпозитів організований в 2020 році на базі лабораторії, створеної у травні 2018 року (з 2007 р. у складі відділу гетероциклічних полімерів і ВПС, а до 2007 р. у відділі взаємопроникних полімерних сіток і систем). У відділі працює 7 спеціалістів, серед них 1 член-кореспондент НАН України, доктор наук, професор і 4 кандидати наук. Область наукових інтересів (Наукові напрямки): Синтез та дослідження структури і фізичних властивостей термостійких гетероциклічних полімерів, кополімерів, мікро- і нанокомпозитів, у тому числі, полімерних пін і нанопористих плівок. Вивчення кінетики тверднення реактопластів при формуванні композитів чи нанокомпозитів, вплив нанонаповнювачів на дані процеси. Визначення експлуатаційних характеристик розроблених матеріалів та можливості їх використання як клеїв, покриттів, зв’язуючих для вугле-, скло- та органопластиків, електроізоляційних компаундів. Розробка ефективних методів вторинного використання полімерних відходів і їх застосування у будівництві та у дорожній галузі. Роботи з модифікації бетону, з отримання і дослідження композиційних матеріалів для різних галузей промисловості. | член-кореспондент НАН України, доктор хімічних наук, професор Файнлейб Олександр Маркович.  |

На базі інституту функціонує Центр колективного користування науковими приладами (ЦККП) “Науково-дослідницька станція для дослідження термічних і механічних властивостей полімерних матеріалів” НАН України, який створено у 2009 році на базі відділу Полімерних композитів Інституту хімії високомолекулярних сполук НАН України та "Інфрачервоний спектрометр з перетворенням Фур'є Tensor 37"

### Рада молодих вчених
Чинний склад Ради [Архівовано 27 березня 2018 у Wayback Machine.] було обрано на Загальних зборах молодих співробітників та аспірантів Інституту 18 січня 2017 року.
Голова ради  к.х.н. Руденчик Т.В.

## Вчені інституту
Вчені, які зробили вагомий внесок у розвиток інституту та полімерної науки
| Вчене звання, науковий ступінь               | Вчені (з посиланнями на профіль в базі Scopus та Google Scholar) |
| -------------------------------------------- | --- |
| Академіки НАН України                        | Лебедєв Є.В. (Scopus, Google Scholar [Архівовано 30 березня 2018 у Wayback Machine.]), Ліпатов Ю.С. (Scopus, Google Scholar [Архівовано 23 березня 2018 у Wayback Machine.]) |
| Член-кореспонденти НАН України               | Керча Ю.Ю. (Scopus, Google Scholar [Архівовано 30 березня 2018 у Wayback Machine.]), Корнєв К.А. (Scopus), Файнлеб О.М. (Scopus [Архівовано 15 березня 2022 у Wayback Machine.], Google Scholar [Архівовано 31 березня 2018 у Wayback Machine.]), Шевченко В.В. (Scopus, Google Scholar [Архівовано 30 березня 2018 у Wayback Machine.]) |
| Академіки Української технологічної академії | Греков А.П. (Scopus, Google scholar [Архівовано 29 квітня 2018 у Wayback Machine.]), Грищенко В.К. (Scopus, Google scholar [Архівовано 27 квітня 2018 у Wayback Machine.] |
| Академік академії інженерних наук            | Фабуляк Ф.Г. [Архівовано 14 квітня 2018 у Wayback Machine.] (Scopus) |
| Доктори хімічних наук                        | Алексєєва Т.Т. (Scopus, Google Scholar [Архівовано 31 березня 2018 у Wayback Machine.]), Бровко О.О. (Scopus [Архівовано 15 травня 2022 у Wayback Machine.], Google Scholar [Архівовано 30 березня 2018 у Wayback Machine.]), Ватульов В.М. (Scopus), Веселовський Р.О. (Scopus), Віленський В.О. (Scopus), Гетьманчук Ю.П. (Scopus), Гриценко Т.М. (Scopus), Демченко В.Л. (Scopus, Google Scholar [Архівовано 30 березня 2018 у Wayback Machine.]), Єгоров Ю.П. (Scopus, Google scholar [Архівовано 28 квітня 2018 у Wayback Machine.]), Карабанова Л.В. (Scopus, Google scholar [Архівовано 28 квітня 2018 у Wayback Machine.]), Качан О.О., Ліпатова Т.Є. (Scopus), Магдинець В.В. (Scopus), Маліченко Б.Ф. (Scopus), Маслюк А.Ф. (Scopus), Матюшова В.Г. (Scopus), Нестеров А.Є. (Scopus, Google scholar [Архівовано 28 квітня 2018 у Wayback Machine.]), Нізельский Ю.М.(Scopus), Омельченко С.І. (Scopus), Привалко В.П. (Scopus), Романкевич М.Я., Рябов С.В. (Scopus [Архівовано 30 березня 2018 у Wayback Machine.], Google Scholar [Архівовано 30 березня 2018 у Wayback Machine.]), Савельєв Ю.В. (Scopus, Google Scholar Сергеєва Л.М. (Scopus, Google Scholar [Архівовано 28 квітня 2018 у Wayback Machine.]), Спірін Ю.Л. (Scopus), Ткаченко І.М. (Scopus, Google Scholar [Архівовано 30 березня 2018 у Wayback Machine.]), Тодосійчук Т.Т. (Scopus), Храновський В.О. (Scopus), Цукрук В.В. [Архівовано 14 квітня 2018 у Wayback Machine.] (Scopus, Google Scholar [Архівовано 30 березня 2018 у Wayback Machine.]), Шаповал Г.С. [Архівовано 14 квітня 2018 у Wayback Machine.] (Scopus, Google Scholar [Архівовано 30 березня 2018 у Wayback Machine.]), Шилов В.В. (Scopus), Шумський В.П. (Scopus), Козак Н.В. (Scopus [Архівовано 16 березня 2022 у Wayback Machine.], Google Scholar [Архівовано 31 березня 2018 у Wayback Machine.]), Рожнова Р.А. (Scopus, Google Scholar [Архівовано 30 березня 2018 у Wayback Machine.]) |
| Кандидати хімічних наук                      | Войцехівський Р.О., Матюшов В.Ф.(Scopus), Мишак В.Д. [Архівовано 28 квітня 2018 у Wayback Machine.] (Scopus, Google Scholar [Архівовано 30 березня 2018 у Wayback Machine.]) Шелковнікова Л.А. (Scopus), Толстов О.Л. (Scopus, Google Scholar [Архівовано 30 березня 2018 у Wayback Machine.]), Григор'єва О.П. (Scopus, Google Scholar [Архівовано 30 березня 2018 у Wayback Machine.]), ], Гусакова Х.Г. (Scopus, Google Scholar [Архівовано 30 березня 2018 у Wayback Machine.]), Бойко В.П. (Scopus) |
| Доктори фізико-математичних наук             | Клепко В.В. [Архівовано 28 квітня 2018 у Wayback Machine.] (Scopus), Мамуня Є.П. (Scopus, Google Scholar [Архівовано 30 березня 2018 у Wayback Machine.]), Мельниченко Ю.Б. (Scopus), Штомпель В.І. (Scopus, Google Scholar [Архівовано 30 березня 2018 у Wayback Machine.]) |
| Кандидати фізико-математичних наук           | Лаптій С.В. (Scopus), |
| Доктори технічних наук                       | Гороховський Г.О. (Scopus), Новікова О.А. Юрженко М.В. (Scopus [Архівовано 15 березня 2022 у Wayback Machine.], Google Scholar [Архівовано 30 березня 2018 у Wayback Machine.]) |
| Кандидати технічних наук                     | Дмитрієва Т.В. (Scopus), Шевляков А.С. |
| Доктори біологічних наук                     | Галатенко Н.А. (Scopus, Google Scholar [Архівовано 31 березня 2018 у Wayback Machine.]), Пхакадзе Г.О. (Scopus), |

## Премії та відзнаки
Лауреати Державної премії СРСР у галузі науки і техніки

1985 р. - 
Веселовський Р.О., Федорченко Є.І., Трифонов М.Д., Шанаєв Ж.І. “Розробка та впровадження технології Відновлення нафтових резервуарів, підводних трубопроводів і корпусів суден на основі використання спеціальних полімерних клеїв”.

Лауреати Державної премії України в галузі науки і техніки

1981 р. - 
Греков А.П., Ліпатов Ю.С., Шевченко В.В., Ярошенко В.В., Трифонов М.Д.
“Розробка нових поліуретанових матеріалів, створення технології виробництва та впровадження у народне господарство”.

1982 р. - 
Ліпатова Т.Е., Пхакадзе Г.О., Чуприна Л.М., Веселовський Р.О., Горбенко Р.В.
“Теоретична розробка нових біодеструктуючих полімерів медичного призначення, їх експериментальна перевірка, створення технології виробництва і впровадження в клінічну практику”.

1996 р. - 
Магдинець В.В., Маслюк А.Ф., Грищенко В.К., Гудзера С.С.
“Наукові основи створення фоточутливих олігомерних матеріалів і методів реєстрації оптичної інформації та їх використання в наукоємних
технологіях”.
2019 р. - 
Мамуня Є.П., Демченко В.Л., Юрженко М.В. Букетову А.В., Черваков О.В., Стухляк П.Д., Сімбіркіна А.М.
за роботу "Створення полімерних матеріалів та конструкцій з них під дією фізичних полів" [Архівовано 5 жовтня 2021 у Wayback Machine.]
(Указ президента України №4/2020 від 13.01.2020) [Архівовано 15 січня 2021 у Wayback Machine.]

Лауреати Республіканської премії ЛКСМУ імені М. Островського в галузі науки і техніки

1986 р. - 
Філіпович А.Ю., Збанацька Н.П.
За цикл робіт “Створення, дослідження та використання полімерних композиційних матеріалів для проведення реМОНТНО-Відновлювальних
робіт у суднобудуванні, гірничо-, нафтодобувній промисловості, а також для закріплення ґрунтів у вугледобувній промисловості та при будівництві транспортних тунелів”.

Лауреати Премії Президента України для молодих вчених

2004 р. - 
Жернова Л М. “Створення біологічно--активних матеріалів на основі лінійних поліуретанів для медицини”.

2006 р. - 
Старостенко О.М. “Розробка високоякісних і екологічно безпечних термопластичних полімерних композитів, у тому числі на базі побутових відходів”.

2013 р. - 
Левченко В.В. Матковська О.К. Юрженко М.В. "Розробка електроактивних наноструктурованих полімерних матеріалів з різною природою провідності для багатофункціонального призначення"

2015 р. - 
Демченко В.Л. "Новий метод створення епоксидних композитів з покращеними фізико-механічними характеристиками під дією постійних фізичних полів"

2017 р. - Гусакова К.Г., Пурікова О.Г. "Створення високотехнологічних композиційних матеріалів для роботи в екстремальних умовах та потреб аерокосмічної промисловості"

Премія імені Л.В. Писаржевського

1974 р. -
Ліпатова Т. Е. За цикл робіт "Координаційний гомогенний каталіз сполук металів змінної валентності і роль комплексоутворення у синтезі полімерних молекул”.

1980 р. - 
Ліпатов Ю.С.
За монографію “Физическая химия наполненных полимеров”.

1987 р. - Греков А.П., Керча Ю.Ю.
За серію робіт “Хімія та фізикохімія поліуретанів сегментованої будови”.

2003 р. - 
Привалко В.П.
За цикл наукових праць “Фізико-Хімія гетерогенних полімерних систем”

Премія НАН України імені А. І. Кіпріанова

1990 р. - 
Грищенко В.К., Гудзера С.С., Маслюк А.Ф.
За серію праць “Здатні до фотополімеризації композиції та полімерні матеріали на основі уретанвмісних олігомерів”.

1996 р. - 
Керча Ю.Ю., Шелковникова Л.А.
За серію праць “Структурно-хімічна модифікація еластомерів”.

1998 р. - 
Ліпатов Ю.С.
За цикл наукових праць “Сплави лінійних і сітчастих полімерів та їх підсилення”.

2008 р. - 
Лебедєв Є.В., Мамуня Є.П.
За цикл наукових праць “Синтез, структура і властивості органо-неорганічних полімерних систем”.
Премія НАН України імені О. І. Лейпунського
2010 р. - 
Булавін Л.А., Слісенко В.І., Клепко В.В. "Нейтронна спектроскопія конденсованих середовищ".
Лауреати премій НАН України для молодих учених

1994 р. - 
Клепко В.В. - 
За цикл наукових праць “Дослідження фазових переходів, критичних явищ і динаміки молекул у розупорядкованих полімерних системах”.

1998 р. - 
Шекера О.В.
За цикл наукових праць “Синтез і Дослідження властивостей біосумісних полімерів медичного призначення, які характеризуються різним стро-
ком біодеструкції”.

2000 р. - 
Рожнова Р.А. За роботу “Біологічно-активні імплантати на основі здатних до біодеструкції поліуретанів”

2004 р. - 
Кобріна Л.В. За цикл наукових праць “Хімічне формування та властивості композитів на основі уретанвмісних полімерів і похідних целюлози”.

2012 р. -
Левченко В.В. Юрженко М.В. Створення та дослідження нанокомпозитних матеріалів нового покоління для новітньої полімерної електроніки

Премія найталановитішим молодим ученим в галузі фундаментальних і прикладних досліджень та науково-технічних розробок

2018 р. - 
Демченко В.Л., Лобко Є.В., Юрженко М.В., Лисенков Е.А. "Розробка функціональних полімерних нанокомпозитів новітніми методами"
Відзнака "Молодий вчений року" [Архівовано 8 жовтня 2021 у Wayback Machine.]

2021 р. - д.х.н. Демченко В.Л. в номінаціях "фізика та астрономія" та "хімія"

### Проєкти - переможці конкурсу науково-дослідних робіт молодих учених НАН України
- 2001 - Рожнова Р.А. Високонаповнені біокерамікою біологічно активні композити для ендопротезування [Архівовано 29 жовтня 2021 у Wayback Machine.]
- 2005 - Старостенко О.Л., Толстов О.Л. Розробка наукових принципів радіаційної регенерації гумових і поліолефінових відходів та їх комбінованого вторинного використання в композиційних матеріалах [Архівовано 29 жовтня 2021 у Wayback Machine.].
- 2011 - Гудзенко Н.В., Бубнова А.С. Плівкотвірні полімерні матеріали на основі амід- та уретанпохідних рослинних олій: синтез, структура, властивості, практичне застосування [Архівовано 29 жовтня 2021 у Wayback Machine.]
- 2019 - Стрюцький О.В., Сидоренко О.В. Йонвмісні полімери високорозгалуженої будови як йонпровідні середовища для електрохімічних пристроїв [Архівовано 4 листопада 2021 у Wayback Machine.]

## Відеосюжети
- ІХВС - два сторіччя розвитку. Фільм до 50-річчя Інституту[3].
- Про перспективні здобутки науковців Інституту хімії високомолекулярних сполук НАН України розповів передачі «Наука: пошуки й знахідки» телеканалу УТР виконувач обов’язків директора цієї установи (2014-2016 рр.) - доктор хімічних наук, професор Ю.В. Савельєв [4]
- Про утилізація відходів, дорожнє покриття та створення "вічного асфальту" - д.х.н., професор О.М. Файнлейб в сюжеті телеканалу "2+2" [Архівовано 22 жовтня 2021 у Wayback Machine.] [5],[6].
- Програма "НАУКА XXI" Телеканал Рада. Гості програми: Валерій Шевченко, член-кореспондент академії НАН України, співробітник Інституту хімії високомолекулярних сполук НАН України, Валерій Денисенко, провідний інженер Інституту хімії високомолекулярних сполук НАН України [7]
- Зроблено в Україні. Наука. Інвестиційні можливості. Всюдисущі полімери. Телеканал UATV Channel [8]
- Матеріали для медицини. Зроблено в Україні Розробки відділу полімерів медичного призначення ІХВС НАНУ. Телеканал UATV Channel [9]
- Наука: пошуки та знахідки. Автор Алла Гусарова. Всесвітня служба УТР. 2010 рік[10]